# Goldbach (Kahl)
Der Goldbach ist ein rechter Zufluss der Kahl im hessischen Main-Kinzig-Kreis und bayerischen Landkreis Aschaffenburg.

## Geographie

### Verlauf
Der Goldbach entspringt am Fuße des Altenmarkskopfes südlich des Hofes Trages in Hessen. Er verläuft zunächst nach Osten, durchfließt einige Weiher und erreicht die Grenze zu Bayern. Dort knickt der Goldbach nach Südosten ab und fließt entlang des Weinberges Goldberg (220 m), teilweise über ein Gerinne nach Michelbach. Dort unterquert er die Staatsstraße 2305 sowie den Kahltal-Spessart-Radweg und mündet in die Kahl.

### Flusssystem Kahl
- Liste der Fließgewässer im Flusssystem Kahl

## Einzelnachweise

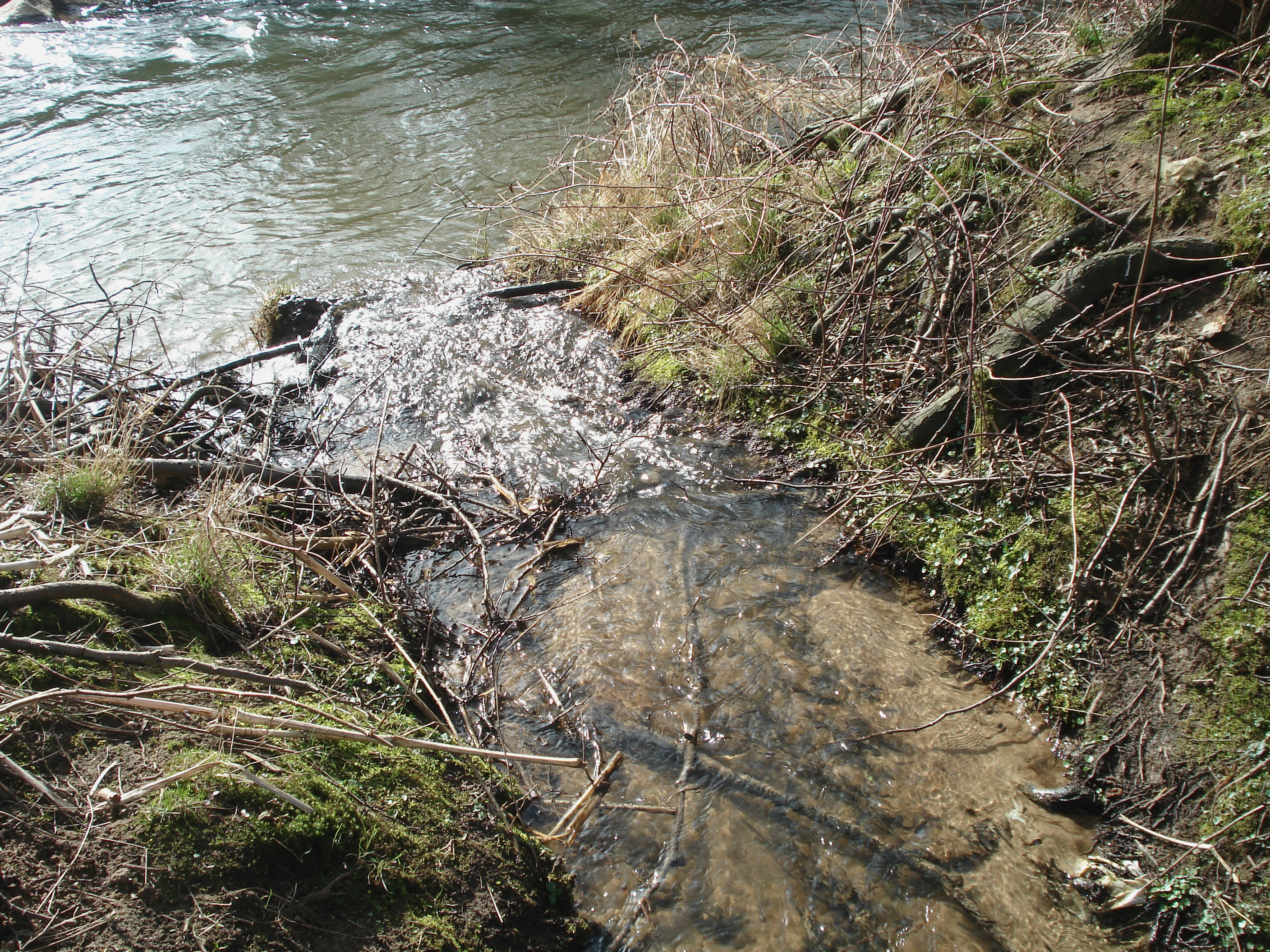
Der Goldbach mündet in die Kahl